# De servo arbitrio

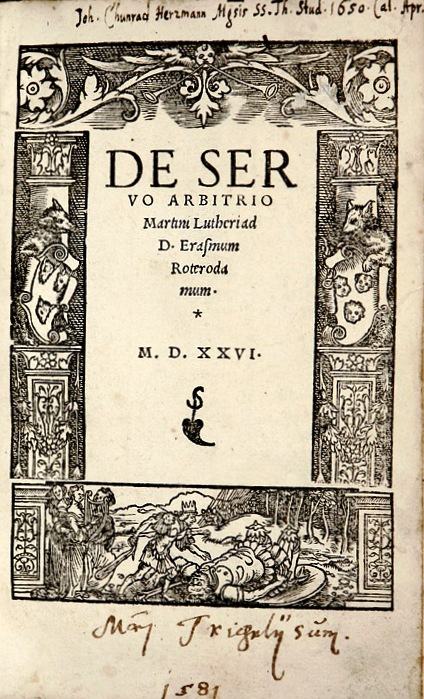

De servo arbitrio (deutsch: „Über den geknechteten Willen“ oder „Vom unfreien Willen“) ist eine Schrift Martin Luthers vom Dezember 1525. Sie wurde als Reaktion auf die humanistische Lehrmeinung des Niederländers Erasmus von Rotterdam, insbesondere auf die Schrift De libero arbitrio (September 1524), verfasst und gilt als einer der bedeutendsten theologischen Texte Martin Luthers.

## Inhalt
Arbitrium ist das lateinische Wort für „Wahlvermögen“, im Unterschied zu voluntas, das den Willen als kraftvolle Gemütsregung meint.
Thema der Schrift Luthers ist die wiederholt diskutierte Fragestellung christlichen Denkens, ob der Mensch nach dem Sündenfall die Freiheit behalten habe, sich aus eigener Kraft für die göttliche Gnade zu entscheiden, oder ob diese Entscheidung selbst bereits Geschenk der Gnade sei. Mit Paulus und Augustinus und gegen die optimistische Anthropologie des Humanismus betont Luther vehement die Alleinwirksamkeit der Gnade. Er bestritt ganz entschieden, dass der Mensch bezüglich des Willens Gottes einen freien Willen habe, also gegenüber dem, was Heil bewirkt. Über ewiges Heil oder ewige Verdammnis entscheide allein der souveräne Wille Gottes.

„Wenn wir glauben, es sei wahr, dass Gott alles vorherweiß und vorherordnet, dann kann er in seinem Vorherwissen und in seiner Vorherbestimmung weder getäuscht noch gehindert werden, dann kann auch nichts geschehen, wenn er es nicht selbst will. Das ist die Vernunft selbst gezwungen zuzugeben, die zugleich selbst bezeugt, dass es einen freien Willen weder im Menschen noch im Engel, noch in sonst einer Kreatur geben kann.“

Solche Aussagen Luthers und seine späteren Auseinandersetzungen unter anderen mit Erasmus von Rotterdam führen dazu, dass Luthers Theologie meist prädestinatorisch aufgefasst wird. Johannes Calvin schloss sich dieser theologischen Sicht an. Philipp Melanchthon suchte dagegen in seiner Confessio Augustana (CA 18) eher die Nähe zur Position der Katholischen Kirche.

## Ausgaben
- Martin Luther: De servo arbitrio. In: D. Martin Luthers Werke. Kritische Gesamtausgabe. Band 18, Weimar: Böhlau 1908, S. 600–787.
- Martin Luther: De servo arbitrio. Eingeleitet und kommentiert von Hans-Ulrich Delius und Rudolf Mau, in Verbindung mit Günter Gloede. In: Martin Luther. Studienausgabe. Hrsg. von Hans-Ulrich Delius, Bd. 3. Berlin[-Ost]: Evangelische Verlagsanstalt 1983, S. 170–356.
- Martin Luther: De servo arbitrio. In: Wilfried Härle (Hrsg.): Lateinisch-Deutsche Studienausgabe 1. Der Mensch vor Gott. Leipzig: Evangelische Verlagsanstalt 2006, S. 219–661.
- Martin Luther: Vom unfreien Willen. In: Kurt Aland (Hrsg.): Luther Deutsch. Die Werke des Reformators in neuer Auswahl für die Gegenwart. Band 3, Stuttgart / Göttingen 1961ff., S. 151–334.